# Luperina enargia
Luperina enargia är en fjärilsart som beskrevs av Barnes och Benjamin 1926. Luperina enargia ingår i släktet Luperina och familjen nattflyn. Inga underarter finns listade i Catalogue of Life.